# Axel Bjurenstedt
Karl Axel Bjurenstedt, född 20 januari 1913 i Örebro Olaus Petri församling i Örebro län, död 19 september 1986 i Jönköpings Sofia församling i Jönköpings län, var en svensk pastor, kolportör och bokhandlare.
Axel Bjurenstedt var verksam som pastor och kolportör, det vill säga kringresande med kristna skrifter, men gjorde sig också känd som talare vid barnmötesveckor inom svensk frikyrkorörelse. 1954 grundade han Nya Musik- & Missionsbokhandeln i Jönköping med tillhörande postorder. I butiken var han verksam fram till sin död. Han drev också en camping i Löttorp på Öland. Engagerad i Filadelfiaförsamlingen i Jönköping hade han uppdrag som äldste och styrelseledamot.
Han gifte sig 1943 med Signild Sandqvist (1914–2011). Makarna fick sex barn: Monica (född 1944), Roland (född 1946), Karl-Lennart (född 1947), Palle (född 1949), Perla (född 1954) och Jan (född 1956). Sonen Perla Bjurenstedt är artist medan sönerna Roland, Palle och Jan Bjurenstedt drev rörelsen som fadern startade vidare från 1979 till 2019, numera känt som enbart Nya Musik. Företaget finns fortfarande kvar men med nya ägare. 
Makarna Bjurenstedt är begravda på Jönköpings skogskyrkogård.